# Cliffordita
La cliffordita és un mineral de la classe dels òxids. Rep el nom en honor del mineralogista nord-americà Clifford Frondel (Brooklyn, Nova York, EUA, 8 de gener de 1907 - Winchester, Massachusetts, EUA, 12 de novembre de 2002), professor de mineralogia de la Universitat Harvard. La frondelita és un altre mineral que també rep el seu nom en honor seu.

## Característiques
La cliffordita és un òxid de fórmula química (UO₂)Te4+₃O₇. Cristal·litza en el sistema isomètric. La seva duresa a l'escala de Mohs és 4.
Segons la classificació de Nickel-Strunz, la cliffordita pertany a «04.JK - Tel·lurits sense anions addicionals, sense H₂O» juntament amb els següents minerals: winstanleyita, walfordita, spiroffita, zincospiroffita, balyakinita, rajita, carlfriesita, denningita, chekhovichita, smirnita, choloalita, fairbankita, plumbotel·lurita, magnolita, moctezumita i schmitterita.
L'exemplar que va servir per a determinar l'espècie, el que es coneix com a material tipus, es troba conservat a la Universitat Harvard, a Boston (Massachusetts), amb el número: 119079.

## Formació i jaciments
Va ser descoberta a la mina San Miguel, situada a la localitat de Moctezuma, dins el municipi de Moctezuma (Sonora, Mèxic). També ha estat descrita a les properes explotacions: Bambolla, Candelaria i a la prospecció San Miguel, totes elles dins el mateix municipi mexicà, sent aquest l'únic indret de tot el planeta on ha estat descrita aquesta espècie mineral.